# Región (diario)
Región fue un periódico español editado en la ciudad de Oviedo entre 1923 y 1983.

## Historia
Fundado en 1923, nació como un diario de ideología católica y conservadora. La primera edición del periódico salió a la luz el día 24 de julio de 1923, de la mano de Bernardo Aza y González-Escalada. Entre los primeros miembros del consejo de administración se encontraba Ricardo Vázquez-Prada Blanco que llegó a ser su más importante director al estar en el cargo durante tres décadas. El periódico inicia su andadura desde los talleres situados en la calle de Melquiades Álvarez de Oviedo.
Durante la época de la Segunda República pasa a ser el altavoz de la corriente de la derecha asturiana, y aunque estaba más cerca del tradicionalismo, apoyó a la coalición conservadora CEDA. Tras el estallido de la guerra civil española sus instalaciones quedaron en la zona sublevada, aunque dada la situación militar sus talleres hubieron de trasladarse a Luarca. Durante la Dictadura franquista siguió editándose y mantuvo su línea editorial tradicionalista e integrista. En 1960 su sede se instala en la ovetense calle Fray Ceferino, aprovechándose el traslado para acometer una modernización de la maquinaria empleada. Debido a los problemas económicos en los que estaba inmerso el diario desde hacía algunos años, Región acabó cerrando en 1983. Su último ejemplar apareció el 30 de noviembre de 1983.

## Directores
Entre sus directores destacaron Francisco Aznar Navarro, Constantino Cabal, Sabino Alonso Fueyo,Luis José Ávila o Antonio Castells Huerta.